# Астероскопио

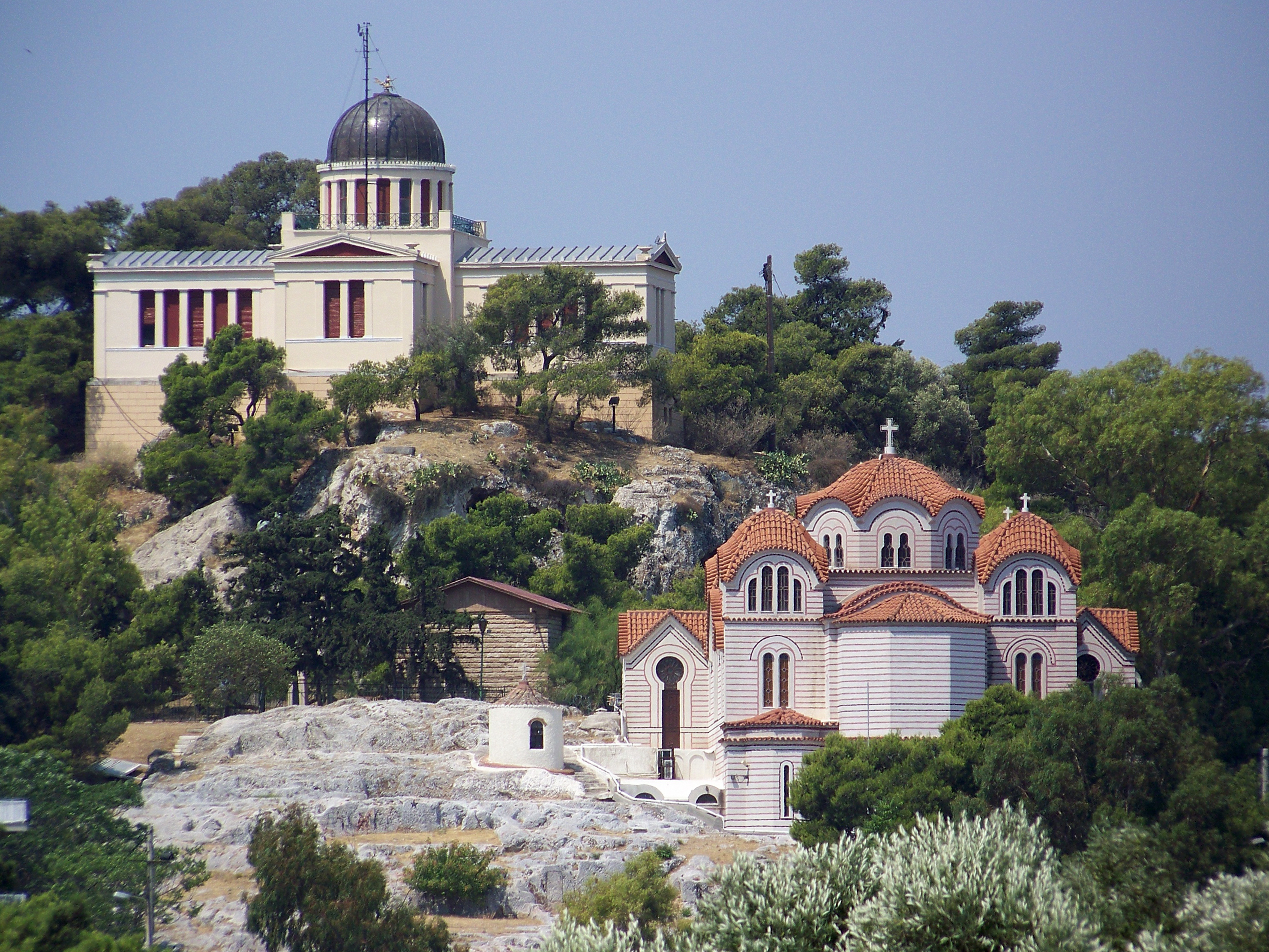
Афинская национальная обсерватория и Церковь святой Марины, Астероскопио

Астероскопио (греч. Αστεροσκοπείο — обсерватория) — район Афин, образованный вокруг Национальной обсерватории. Охватывает холм Астероскопио напротив Акрополя.
Район пересекает улица Святого Павла (οδός Αποστόλου Παύλου), сейчас пешеходная, граничит с районом Тисио. Застройка Астероскопио началась в предвоенные годы, и здесь до сих пор сохранились несколько десятков домов в неоклассическом стиле.